# 중국고속철도 CRH6
중국고속철도 CRH6형(중국어: CRH6型电力动车组) 중화인민공화국 철도부에서 운영하는 고속열차로 중화인민공화국의 상하이 지하철을 제조한 CRRC 난징 시팡에서 개발한 고속철도 차량이다. 또한 중국고속철도 CRH6은 중국고속철도 CRH1 모델을 기반으로 개발되었다.

## 개요
2005년 중화인민공화국 국무원은 광둥성의 주강순환고속철도 건설 계획을 승인했다. 2009년 12월 29일에 계약을 체결하면서 차량 주문이 확정되었다. 2011년 6월에 CRH6F의 도입을 시작으로 같은 해 12월에 CRH6A 차량을 도입했다. 2013년 7월에 CRH6F 차량을 도입했다.

## 세부 모델

### CRH6A
CRH6A형 전철(중국어: CRH6A型电力动车组)은 최대 영업 속도 220km/h로 운행하는 고속열차로 무정차 노선과 특급 노선에 운행하고 있다. 독일의 인터시티와 유사한 열차로 2+2 좌석 배치와 일부 열차의 경우 화장실이 존재한다.

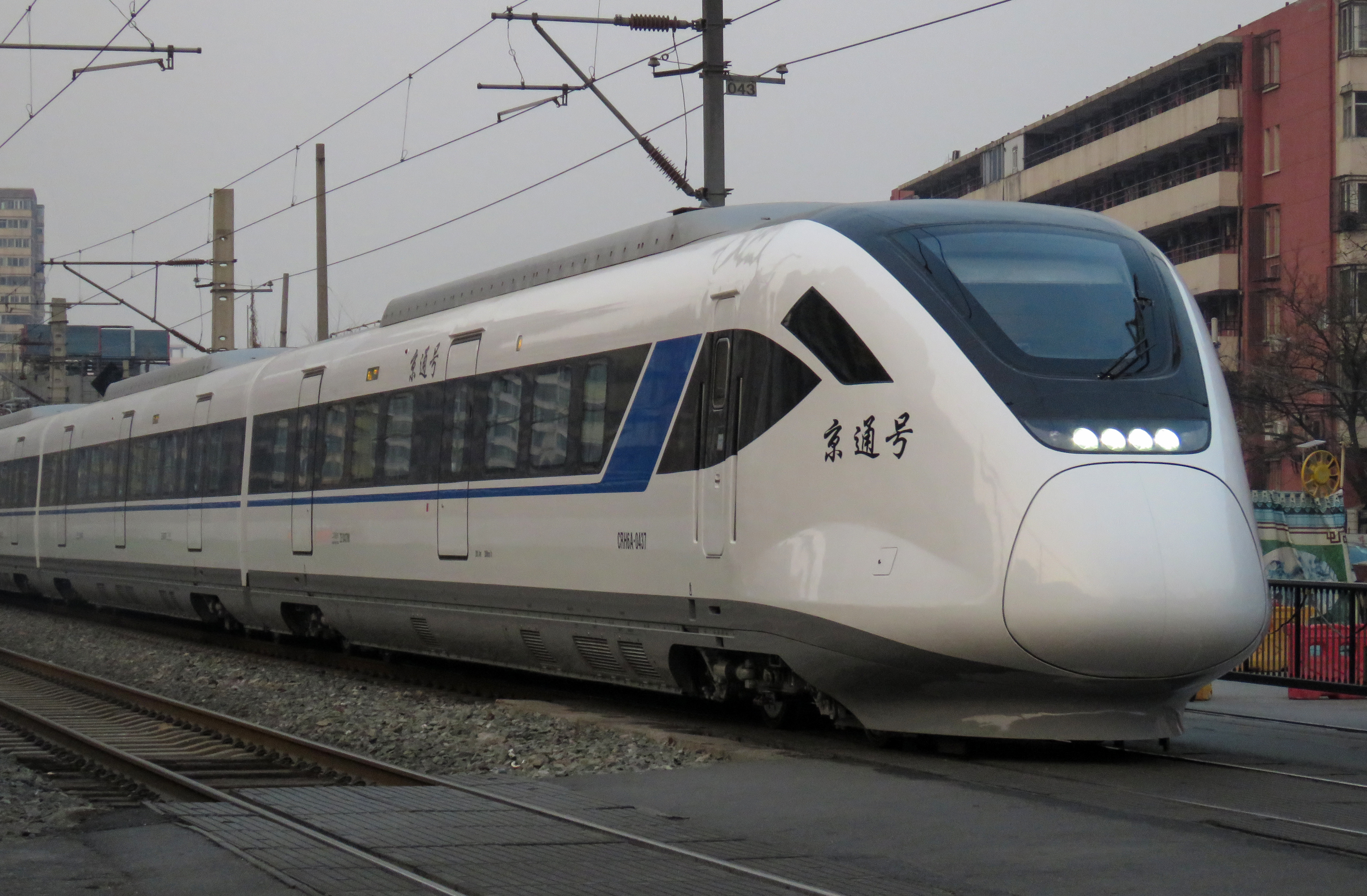

### CRH6F
CRH6F형 전철(중국어: CRH6F型电力动车组)은 최대 영업 속도 180km/h로 운행하는 고속열차로 주로 교외 노선을 운행하고 있으며 별도로 화장실이 존재하지 않는다.

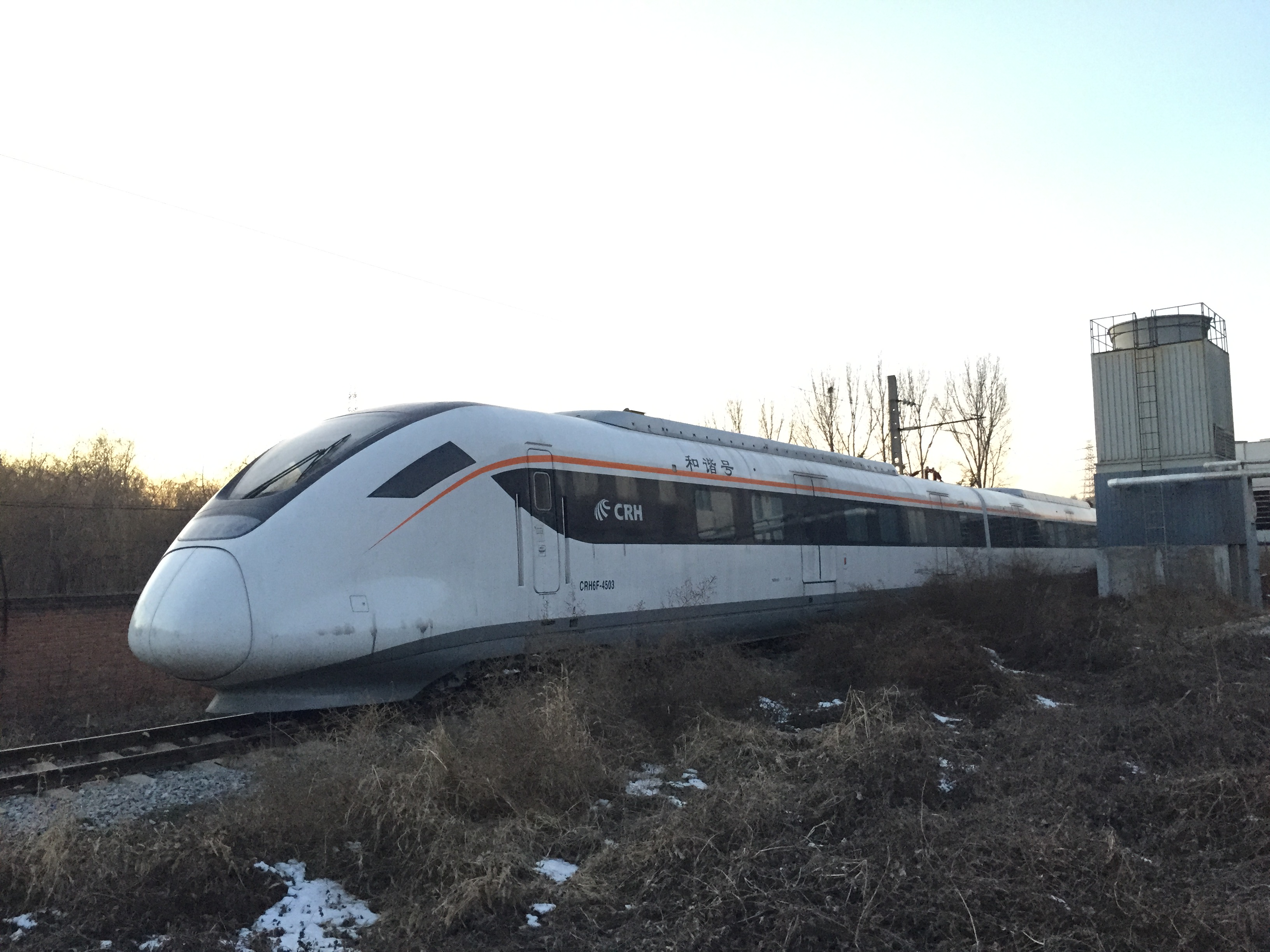
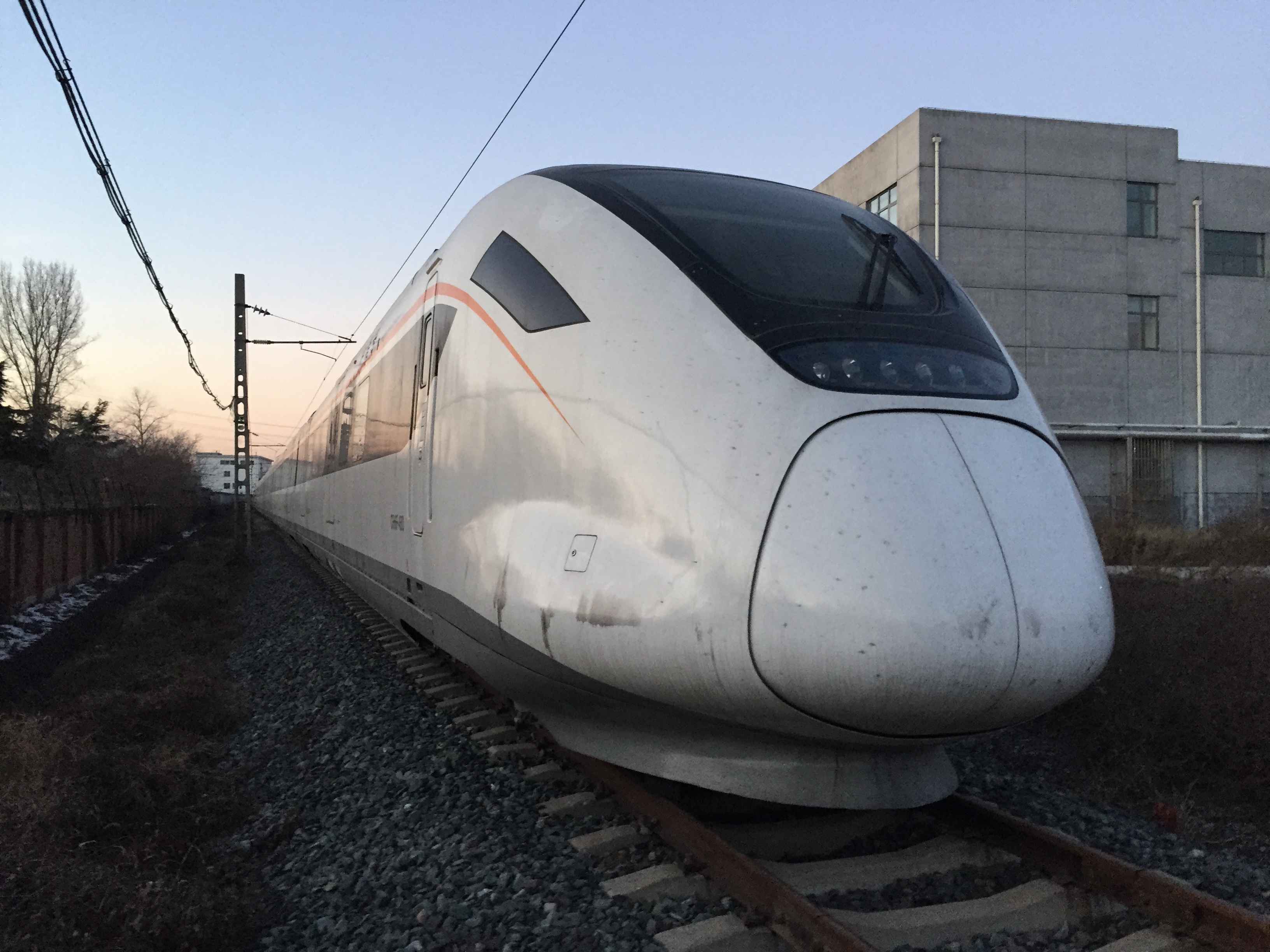
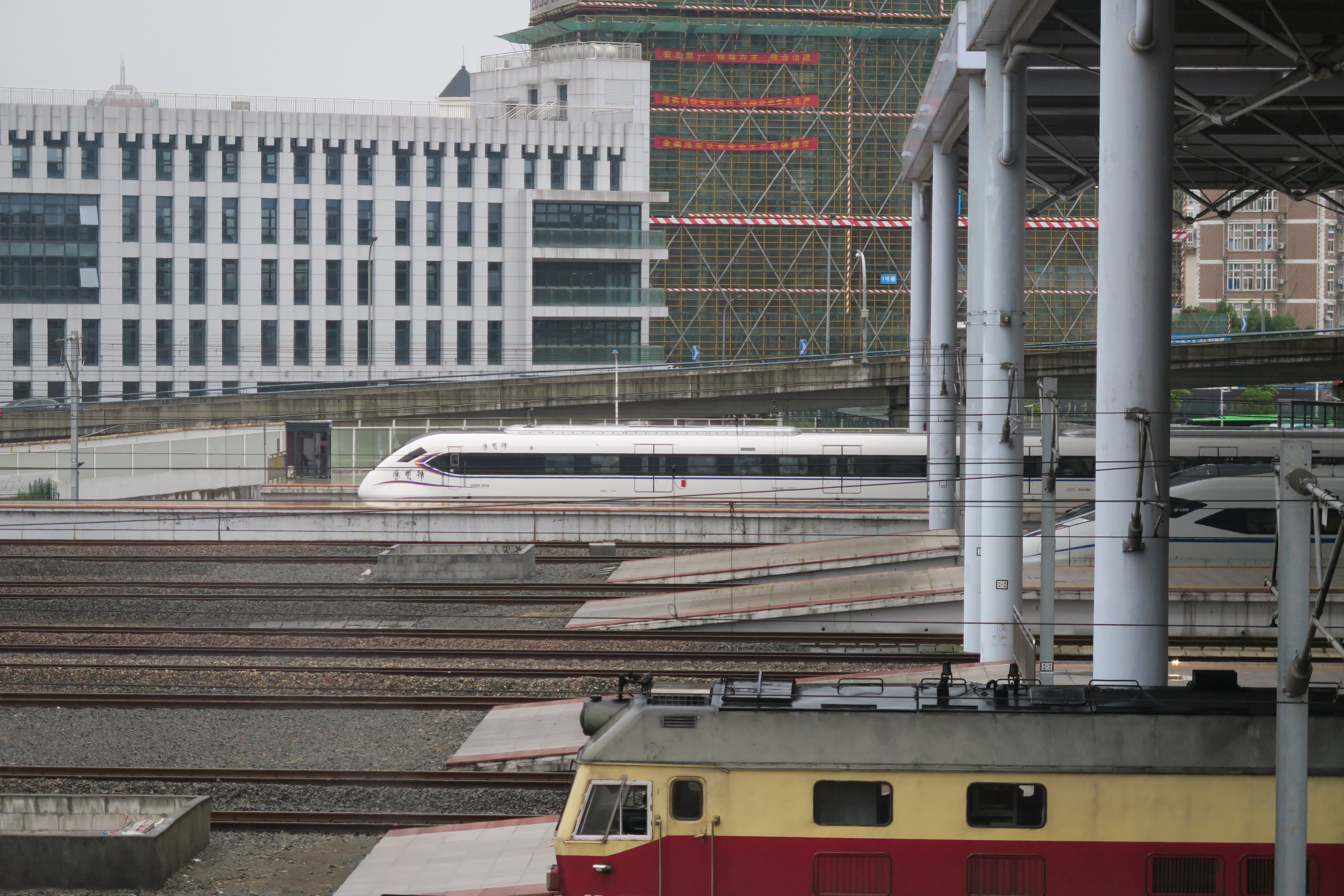

### CRH6S
CRH6S형 전철(중국어: CRH6S型电力动车组)은 최대 영업 속도 140km/h로 운행하는 고속열차로 주로 과밀 지역을 운행하고 있다.

## 현황
| 소속        | 편성 | 차량 번호                          | 차량 사업소 | 비고                               |
| ----------- | ---- | ---------------------------------- | ----------- | ---------------------------------- |
| CRH6A       |      |                                    |             |                                    |
| 청두 철도부 | 1    | 4502                               | 구이양      |                                    |
| 난닝 철도부 | 1    | 4002                               | 둔리        |                                    |
| 광둥 철도부 | 6    | 0401, 0403, 0405, 0406, 0603, 0604 | 포산 (시외) | 0406의 경우 베이징 철도부에서 관할 |
| 광둥 철도부 | 6    | 0402, 0404, 0407, 0408, 0601, 0602 | 후이저우    |                                    |
| 광둥 철도부 | 12   | 0414 ~ 0417, 0605 ~ 0611, 0613     | 광저우      |                                    |
| CRH6F       |      |                                    |             |                                    |
| 난닝 철도부 | 1    | 4003                               | 둔리        |                                    |
| 후난 철도부 | 5    | 0409 ~ 0413                        | 창사        | 파란색 도색 차량                   |
| 닝보 철도부 | 2    | 0418, 0419                         | 위야요      |                                    |

## 같이 보기
- 중국고속철도
- 중국고속철도 CRH1
- 중국고속철도 CRH2
- 중국고속철도 CRH3
- 중국고속철도 CRH5